# دهقانان شیکاگو
دهقانان شیکاگو نام یک کتاب ادبی است که توسط مارک تواین، نویسندهٔ اهل ایالات متحده آمریکا نوشته شده‌است.